# Carl Schreck

Carl Schreck

Carl Schreck (auch Karl Schreck) (* 6. September 1873 in Bielefeld; † 14. April 1956 ebenda) war ein deutscher Politiker (SPD).

## Leben und Wirken
Schreck wurde als Sohn eines Schneidermeisters geboren. Nach dem Besuch der Volksschule in Bielefeld (1879–1887) erlernte er von 1887 bis 1890 im In- und Ausland das Tischlerhandwerk. Ab 1905 war er als selbstständiger Tischler tätig.
Um das Jahr 1890 trat er in die Sozialdemokratische Partei Deutschlands (SPD) ein. Ab 1891 betätigte er sich als öffentlicher Redner für seine Partei. Im Jahr 1911 wurde Schreck Bezirksparteisekretär für das östliche Westfalen und die beiden Lippe. Diesen Posten behielt er bis zum Mai 1920 bei. 1921 heiratete er.
Nach dem Ersten Weltkrieg wurde Schreck in die Weimarer Nationalversammlung gewählt, in der er den Wahlkreis 17 (Münster-Minden-Lippe) vertrat. Anschließend saß er von Juni 1920 bis Mai 1933 ohne Unterbrechung, von der ersten bis in die achte Wahlperiode der Weimarer Republik, im Deutschen Reichstag, in dem er den Wahlkreis 19 beziehungsweise (nach einer Neudurchnummerierung der Wahlkreise 1924) 17 (Westfalen-Nord) vertrat. Daneben gehörte er von 1919 bis 1921 der Verfassunggebenden Preußischen Landesversammlung an.
In den 1920er Jahren war Schreck Mitglied des Reichsausschusses für soziale Bildungsarbeit und des Zentralkommandos für Sport- und Körperpflege sowie Vorsitzender der sozialdemokratischen Organisation für Ostwestfalen und beide Lippe. Ferner gehörte Schreck dem Preußischen Staatsrat an. Des Weiteren war er Vorsitzender der freien Volksbühne, Mitglied des amtlichen Schlichtungsausschusses, Stadtrat in Bielefeld sowie des Bezirksverbandes der Arbeiterjugend in Bielefeld.
Schreck war aktiv in der Naturfreunde-Bewegung. Nachdem er auf seiner Wanderschaft durch Süddeutschland, Österreich und die Schweiz die Naturfreunde kennen und schätzen gelernt hatte, wurden auf seine Initiative im Jahr 1912 die Naturfreunde in Bielefeld und Osnabrück gegründet. Im Jahr 1914 weihte er das Naturfreundehaus Bielefeld in Oerlinghausen am Tönsberg ein. Als Vorsitzender der Naturfreunde weihte er im saarländischen Kirkel 1928 das dortige Naturfreundehaus ein. Noch heute ist das Naturfreundehaus in Löhne-Gohfeld nach Carl Schreck benannt.
Schreck war einer von 94 Reichstagsabgeordneten, die gegen das von der Regierung Hitler eingebrachte Ermächtigungsgesetz vom 24. März 1933 stimmten, das die juristische Grundlage für die Errichtung der NS-Diktatur bildete, und das schließlich mit 444 zu 94 Stimmen angenommen wurde. Im April 1933 wurde er verhaftet und misshandelt und legte sein Reichstagsmandat nieder. Sein Mandat wurde vom 30. Mai 1933 bis 22. Juni 1933 von Heinrich Drake übernommen.
Nach dem Zweiten Weltkrieg beteiligte Schreck sich am Wiederaufbau der SPD in Westdeutschland. Schreck nahm an der Wennigser Konferenz vom 5. bis 7. Oktober 1945 als Delegierter teil, bei der die SPD wiedergegründet wurde. Insbesondere übernahm er erneut Aufgaben an seiner alten Wirkungsstätte in Ostwestfalen. So war er in den Jahren 1946 bis 1954 Vorsitzender der Arbeiterwohlfahrt im Bezirk Ostwestfalen-Lippe.
Publizistisch tat Schreck sich als Verfasser von gewerkschaftlichen und sozialistischen Flugschriften, durch kleinere Wanderbücher und Novellen sowie durch seine Mitarbeit an sozialdemokratischen Zeitungen hervor.
Schrecks Nachlass lagert im Staatsarchiv Bielefeld.

## Schriften
- Die Weser und ihre Berge (Fahrten und Wanderungen), Berlin 1915.
- Wanderungen im Teutoburger Walde, Berlin 1915.
- Warum und wie treibt der Arbeiter Sport?, Leipzig 1921.
- Wege und Ziele des Arbeiter-Turn- und Sportbundes, Leipzig 1928.
- Arbeitersport und Sozialdemokratie, Leipzig 1929.